# Ordre international des Palmes académiques du CAMES
L'ordre international des Palmes académiques du Conseil africain et malgache pour l'enseignement supérieur (en abrégé : « OIPA/CAMES ») est une distinction honorifique africaine.

## Histoire
Afin de témoigner sa reconnaissance aux personnalités administratives et politiques qui ont concouru à son essor et plus généralement au développement de systèmes d’éducation de qualité sur le continent africain, le CAMES s'est doté d'un ordre international des Palmes académiques.
L'accord de mise en place a été signé à Abidjan (Côte d'Ivoire), le 14 avril 2002.

## Composition
L'OIPA/CAMES est composé de cinq distinctions honorifiques dont trois grades et deux dignités :

### Grades
- Chevalier
- Officier
- Commandeur

### Dignités
- Grand officier
- Grand-croix

## Conseil de l'ordre[2]
L'accord d'Abidjan de 2002 met en place un ordre avec à sa tête un Grand Maître (en la personne du président en exercice du Conseil des ministres du CAMES).
Le Conseil de l'ordre est composé de dix membres et est présidé par un Grand Chancelier (en la personne du Secrétaire général du CAMES).
Les membres du Conseil de l'ordre sont pour la majorité des recteurs et présidents d’université ou des directeurs nationaux de la recherche, auxquels se joignent une personnalité politique et une personnalité scientifique éminentes.

## Conditions d'attribution[2]
Les propositions d'attribution des distinctions émanent des organismes universitaires nationaux des pays membres du CAMES.
Ces propositions sont ensuite analysées par le Conseil de l'Ordre qui vérifie le respect des critères. Ces derniers sont principalement d'ordres académiques : les responsabilités administratives exercées dans les systèmes nationaux d'enseignement et de recherche des pays membres du CAMES, la qualité et le nombre des publications scientifiques réalisées, etc.
Enfin, c'est le Conseil des ministres du CAMES qui décide des nominations.
Les distinctions sont remises par le Grand Chancelier lors de cérémonies officielles organisées en collaboration avec les ministères chargés de l’enseignement supérieur des pays concernés.